# Curt Herfurth

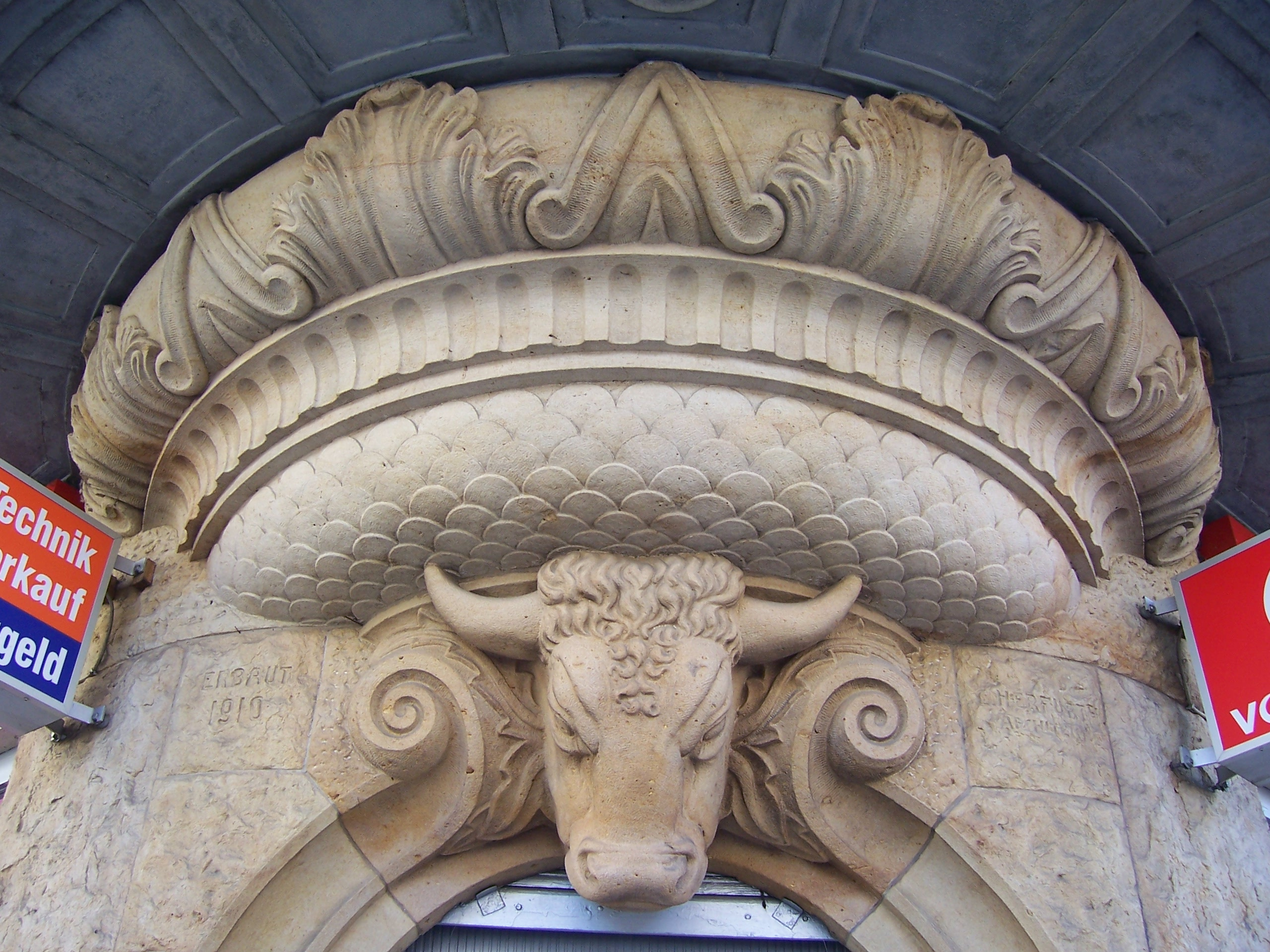
Fassadendetail Hoyerswerdaer Straße 39 in Dresden, mit Herfurths Architektensignatur (rechts)

Curt Herfurth (auch Kurt Hermann Herfurth) (* 21. April 1880 in Dresden; † 2. April 1942 ebenda) war ein deutscher Architekt und Baumeister.

## Leben

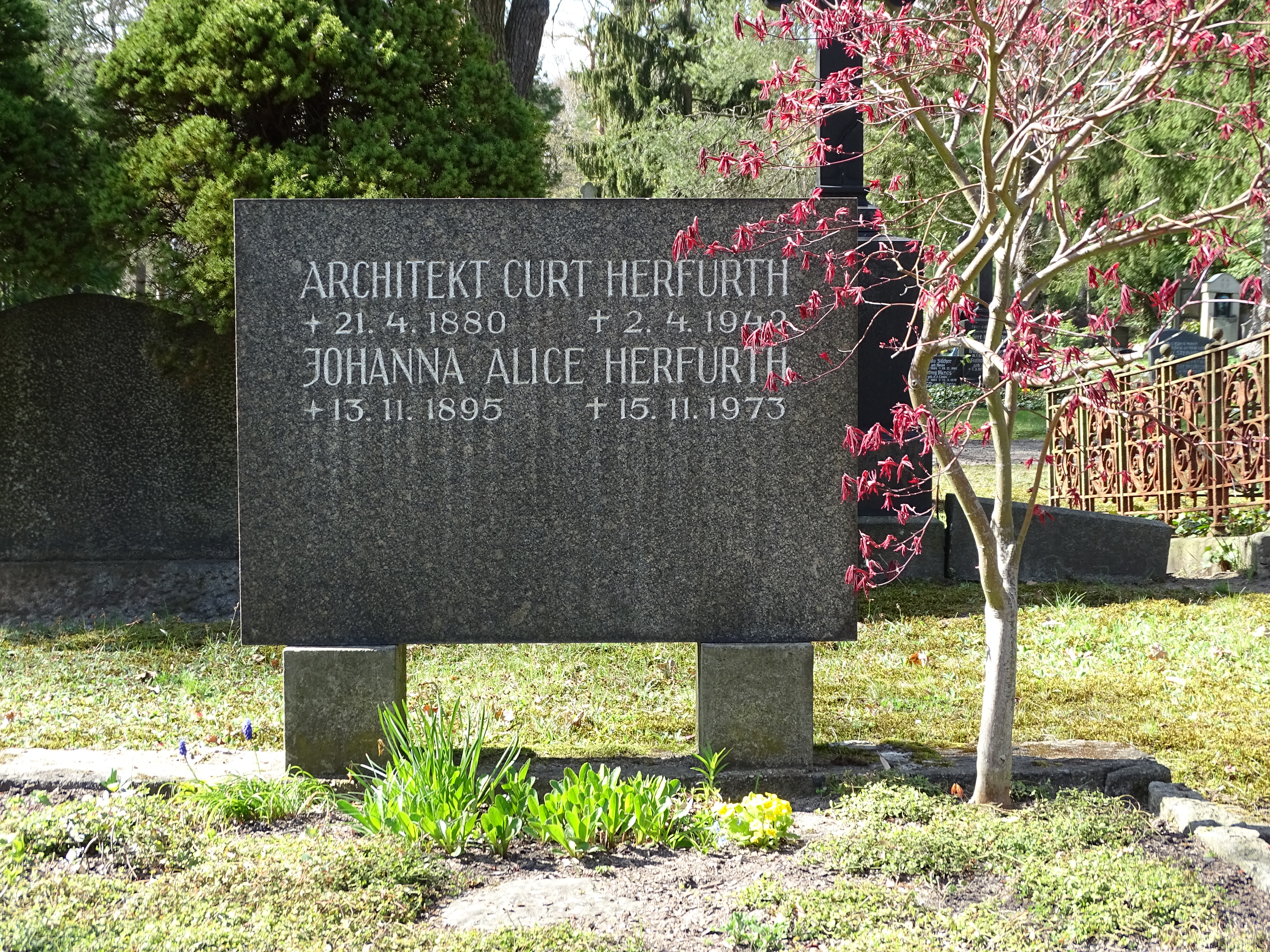
Grab von Curt Herfurth auf dem Johannisfriedhof in Dresden

Herfurth absolvierte zunächst eine Lehre zum Maurer und besuchte parallel dazu eine Baugewerkschule. Im Alter von 24 Jahren begann er ein Architekturstudium an der Kunstakademie Dresden. 1904 wurde er Mitglied des Corps Lusatia Dresden. Zu seinen Lehrern gehörten Ernst Herrmann und Paul Wallot. Im Jahr 1907 schloss Herfurth sein Studium erfolgreich ab. Er beteiligte sich an verschiedenen Architekturwettbewerben und gewann schließlich den Wettbewerb um den Bau einer Volksschule in Rockau. Mit dem Preisgeld gründete Herfurth sein eigenes Architekturbüro und arbeitete ab 1910 als selbständiger Architekt. Herfurth spezialisierte sich schon bald auf Siedlungsbauten, die in ganz Dresden entstanden. Zu seinen Bauten zählen u. a. der zweite und dritte Bauabschnitt der Eigenheimsiedlung Briesnitz sowie die Wohnanlagen an der Hansastraße und Conradstraße. In Löbtau entwarf Herfurth den Wohnhof der Eisenbahner-Baugenossenschaft an der Malterstraße und Essener Straße. Charakteristisches Element seiner Bauten wurde dabei die Verwendung von Klinker als Schmuckelement im Stil des Expressionismus.
Neben Siedlungs- und Wohngruppenbauten schuf Herfurth vor allem in seiner produktivsten Zeit, den 1920er-Jahren, Kirchen, Stifte, Verwaltungsgebäude, Schulen, Krankenhäuser, Geschäftshäuser, Fabrikanlagen, Hochhäuser, Turnhallen sowie Einfamilienhäuser. Dazu zählt auch sein erstes eigenes Wohnhaus, Eisenstuckstraße 39 in Dresden, das Herfurth 1924 erbaute. Es wurde 1945 zerstört.
Als Herfurth Mitte der 1930er-Jahre schwer erkrankte, musste er seine Arbeit als Architekt aufgeben. Er starb 1942 in Dresden und wurde auf dem Johannisfriedhof beigesetzt.

## Bauten (Auswahl)

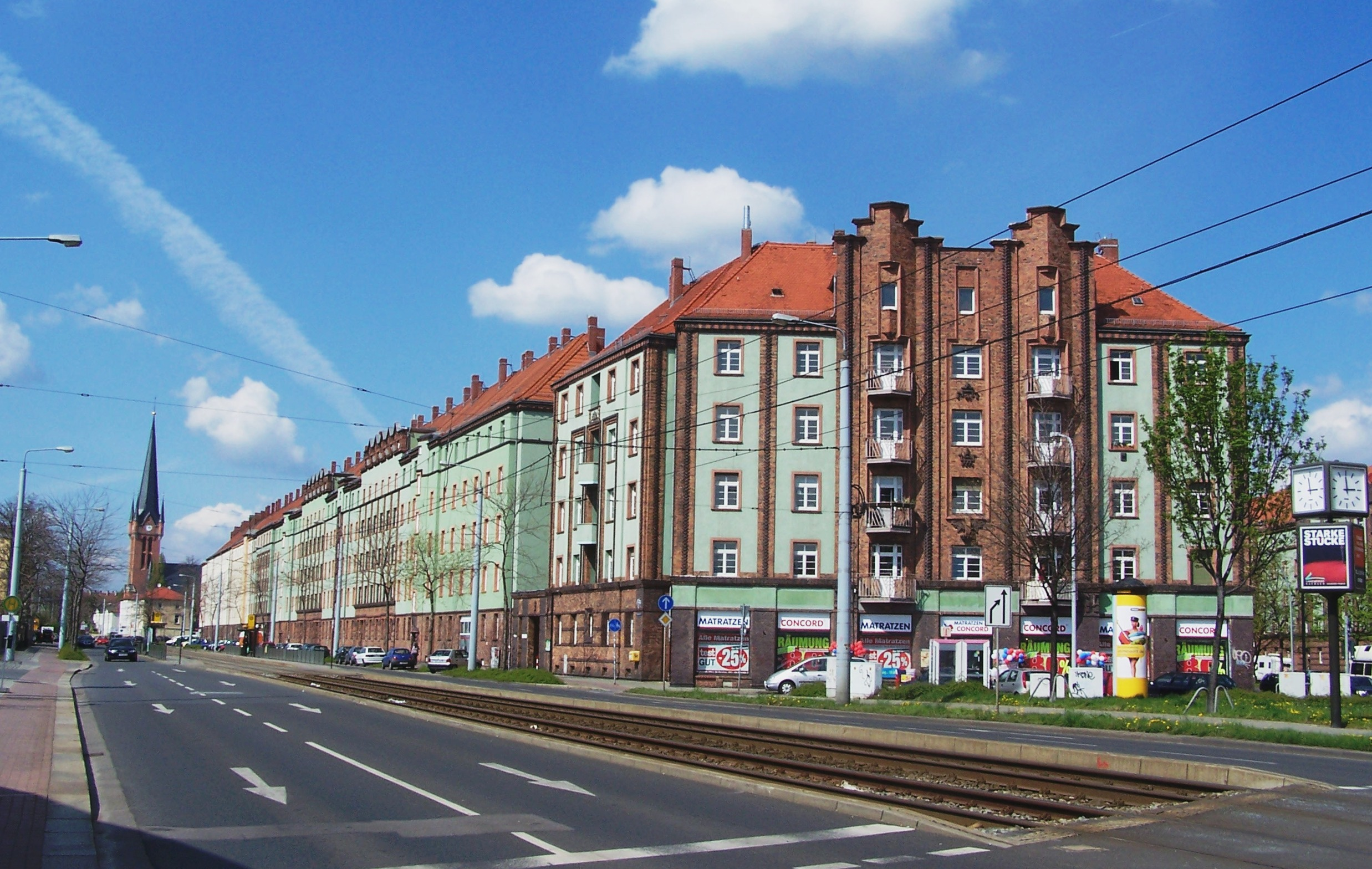
Siedlung Hansastraße

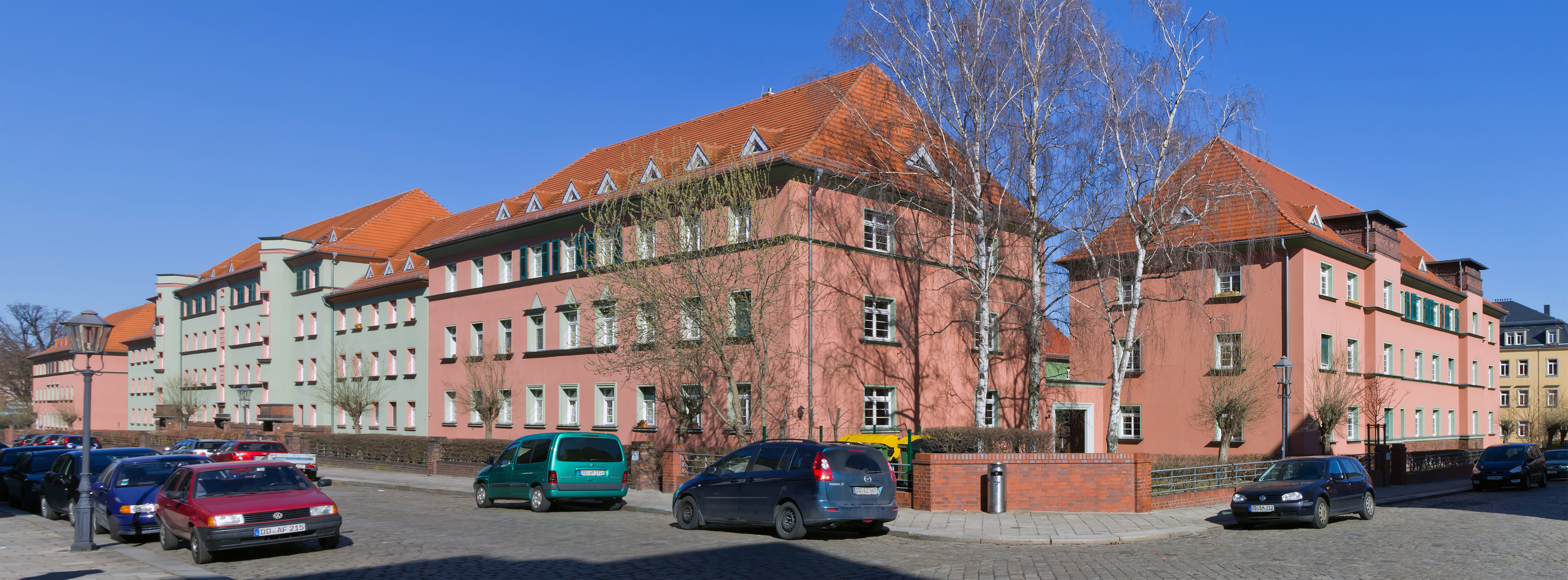
Wohnhof der Eisenbahner-Baugenossenschaft

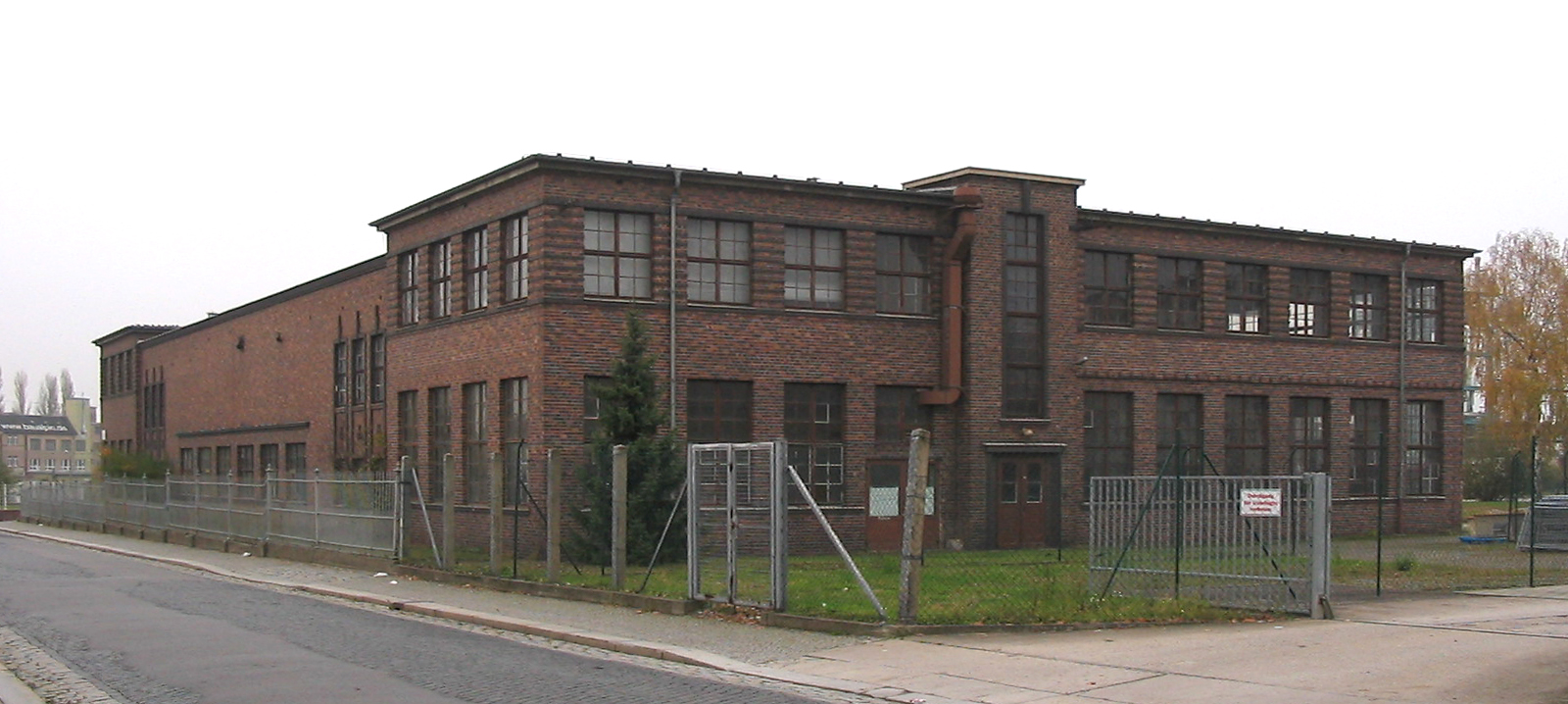
Chemische Fabrik v. Heyden, Forststraße, 2008

- 1910: Wohn- und Geschäftshaus Hoyerswerdaer Straße 39 in Dresden
- um 1910: Rathaus in Auerbach/Vogtland
- um 1910: Krankenhaus der Brüderanstalt in Moritzburg
- 1912: Turnhalle in (Dresden-)Stetzsch
- 1916–1939: Siedlung der Baugenossenschaft Feuerwerkslaboratorium in Radeberg
- 1919–1921: Wohnhausgruppe Mohorner Straße / Frankenbergstraße in Dresden-Löbtau
- 1922: Wohnbebauung Frankenbergstraße 34–36 in Dresden-Löbtau
- 1922–1924: Wohnhaus Mockritzer Straße 8 in Dresden
- 1924: Wohnhaus Eisenstuckstraße 39 in Dresden (zerstört, erhaltenes Portal in Neubau integriert)
- 1924: Wohnhaus Nöthnitzer Straße 36 in Dresden
- 1919–1927: Erweiterungsbauten der Eigenheimsiedlung Dresden-Briesnitz
- 1926: Siedlung Hansastraße in Dresden
- 1926: Wohnanlage Conradstraße in Dresden
- 1926: Haus Deubener Straße 10 in Dresden
- 1926: Häuser Zauckeroder Straße 4–6 und 8–10, Wallwitzstraße 27–29 in Dresden
- 1926: Genossenschaftsheim Frankenberger Straße 60 in Dresden
- 1926–1927: Wohnhausgruppe Frankenberger Straße 52–58 in Dresden
- 1927: Wohnhof der Eisenbahner-Baugenossenschaft in Dresden
- 1927: Wohnanlage in Dresden-Cotta, Lönsweg / Grillparzerstraße
- 1928–1929: Wohnhausgruppe in Dresden-Strehlen, Teplitzer Straße / Mockritzer Straße
- 1934: Fabrikationsgebäude Forststraße in Radebeul (Zuschreibung unsicher)
- Wohnhausgruppe an der Leutewitzer Straße in Dresden-Cotta
- Wohnhausgruppe der Eisenbahner-Baugenossenschaft an der Vorwerkstraße in Dresden-Friedrichstadt
- Bethlehemstift in Neudorf (Erzgebirge)
- Villa Reinwart in Neuwelt
- Siedlung Borna der Eisenbahner-Baugenossenschaft Chemnitz
- Siedlung Hilbersdorf der Eisenbahner-Baugenossenschaft Chemnitz
- Wohnhausgruppe in Dresden-Gruna, Zwinglistraße / Schneebergstraße
- Villa für den Fabrikbesitzer A. Hoffmeister in Neustadt (Sachsen)
- Wohnhausgruppe der Eisenbahner-Baugenossenschaft in Dresden, Münchner Straße 40–60